# Stefan Edman
Stefan Gunnar Edman, född 11 april 1946 i Göteborg, är en svensk biolog, författare och debattör. 

## Biografi
Stefan Edman är son till författaren Gunnar Edman och blev fil.mag. vid Göteborgs universitet 1970 med ämnena zoologi, botanik, kemi, naturgeografi och oceanografi. Han var lärare i ekologi, kemi m.fl. ämnen vid S:t Sigfrids folkhögskola i Växjö 1975-1995 och är sedan 1995 bosatt i sitt barndomshem i Ljungskile i Bohuslän, sex mil norr om Göteborg. 

### Miljörådgivare
Åren 1996–1998 var Edman statsminister Göran Perssons miljörådgivare i statsrådsberedningen och därefter politiskt sakkunnig i miljödepartementet 1999–2001. Genom detta och genom Broderskapsrörelsen var han därmed med och bidrog till Socialdemokraternas nya miljöprofil under 1990-talet, där Persson i sitt första tal som statsminister 1996 (skrivet av Edman) lanserade begreppet "Det gröna Folkhemmet". År 2004–2005 var han regeringens enmansutredare om hållbar konsumtion, vilket resulterade i delbetänkandet Hållbara laster - konsumtion för en ljusare framtid samt slutbetänkandet Bilen Biffen Bostaden - hållbara laster, smartare konsumtion. Våren 2006 var Edman sekreterare i Göran Perssons expertgrupp "Oljekommissionen", vilket resulterade i skriften På väg mot ett oljefritt Sverige. År 2006 utsågs han till Årets Kommunikatör i klimatfrågor. 

### Skriftställarskap
Edman har gett ut närmare 50 böcker inom ämnesområdet natur-miljö-människa-samhälle. Han har även medverkat i flera antologier, bland annat om Elin Wägner, Astrid Lindgren och Carl von Linné. 

### Andra engagemang
Edman är eller har varit styrelseledamot i Naturvårdsverket, Broderskapsrörelsen, Miljövårdsberedningen och Svenska kyrkans miljövärn, samt ledamot av Smålands akademi. Han var vice ordförande i Svenska naturskyddsföreningen 1991–1994. År 1990 var han med och startade Miljörresurs Linné, ett nätverk för miljö och resursfrågor i Småland. 2001 tog han initiativet till Kaprifolkött, KRAV-godkänt nötkött från djur som med sitt bete håller biologiskt värdefulla kulturlandskap öppna i Bohuslän och södra Dalsland. År 2000–2009 var han ordförande i juryn för Göteborgspriset för hållbar utveckling.
Edman har varit ordförande i Göteborgs Energis forskningsråd, ledamot av insynsrådet vid länsstyrelsen i Västra Götalands län samt i juryn för det internationella fiskpriset Kungsfenan. År 2008 invaldes han som ledamot av Kungliga Skogs- och lantbruksakademien, KSLA.